# Johann Laurenz Zuberbühler

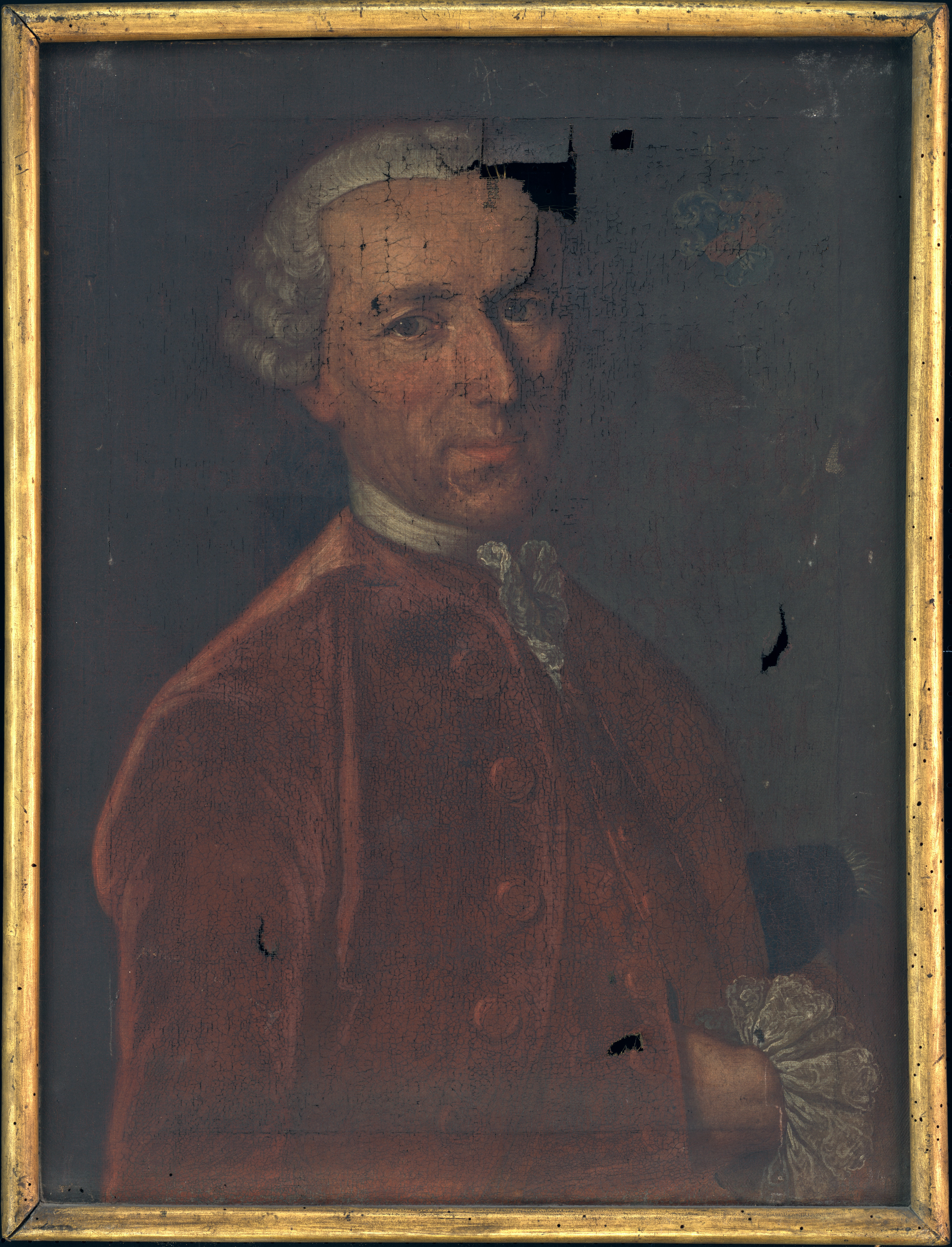
Johann Laurenz Zuberbühler im Alter von 37 Jahren

Johann Laurenz Zuberbühler (* 14. Januar 1733 in Speicher; † 14. Mai 1790 in Trogen; heimatberechtigt in Speicher, ab 1754 in Trogen) war ein Schweizer Textilunternehmer, Ratsherr, Landmajor und Landeszeugherr aus dem Kanton Appenzell Ausserrhoden.

## Leben
Johann Laurenz Zuberbühler war ein Sohn von Johannes Zuberbühler, Arzt, und Catharina Schläpfer. Er war der Bruder des Johann Jakob Zuberbühler und Vetter des Johann Jakob Zuberbühler. Im Jahr 1755 heiratete er Anna Zellweger, eine Tochter von Textilkaufmann Conrad und Elsbeth Zellweger-Sulser am Landsgemeindeplatz 4 in Trogen.
Er war Kaufmann in Lyon und Italien. Wegen der eigenmächtigen Aufnahme ins Textilhandelshaus der Gebrüder Zellweger durch den Schwiegervater 1755 kam es zur Aufteilung der Firma unter den zerstrittenen Brüdern Conrad und Johannes Zellweger und zur Neugründung der Firma C. Zellweger & Zuberbühler & Compagnie. Zuberbühler baute den Verkauf in Frankreich und Italien auf und führte nach dem Rücktritt des Schwiegervaters 1766 das Textilexporthaus Zuberbühler & Compagnie. 1761 war er Ratsherr in Trogen, 1764 Examinator, 1766 Quartierhauptmann und von 1780 bis 1786 Landmajor und Landeszeugherr.
Das Ehepaar Zuberbühler lebte im heutigen Restaurant Krone am Landsgemeindeplatz 3. Die barocke Bemalung der Hauptfassade mit dem Wappen der Zuberbühler und Zellweger sowie der 2007–2009 dank Soroptimist St. Gallen/Appenzell restaurierte Rokoko-Salon im zweiten Obergeschoss geht auf ihre Initiative zurück. Anna und Johann Laurenz Zuberbühler stifteten 1782 kostbare Silbergefässe für die 1779–1782 neu erbaute evangelisch-reformierte Kirche Trogen.